# 霊仙寺 (恵那市)
霊仙寺（れいせんじ）正式表記は靈仙寺（旧字体）は、岐阜県恵那市中野方町にある真宗大谷派の寺院。山号名は久遠山（くおんざん）。

## 歴史
日本の仏教寺院で真宗大谷派に属し、阿弥陀如来を本尊とする。
江戸時代の中野方村は臨済宗妙心寺派の心観寺の檀徒と、加茂郡久田見村の真宗大谷派の法誓寺の門徒、郡上郡の真宗大谷派の念興寺・本覚寺・覚証寺の門徒とに分かれていた。
明治3年（1870年）の苗木藩の廃仏毀釈によって、心観寺は取壊されて、中野方村（岐阜県恵那市)には寺院が無くなった。
真宗大谷派の門徒は11月の報恩講を重要な年中行事としていたが禁じられ、真宗大谷派の寺院への参拝も禁じられ神道への改宗を強制された。
明治4年（1871年）に、苗木県(旧苗木藩)が岐阜県に吸収されて消滅すると廃仏毀釈が終了し、
明治5年（1872年）に、中野方村では真宗大谷派の門徒によって仏教復帰の運動がおこり、柘植六兵衛が惣代となり岐阜県庁に嘆願した。
明治6年（1873年）には、近藤民平と近藤銀吉が惣代となり岐阜県庁に嘆願した。
岐阜県庁からの回答は、「帰依仏の儀は勝手次第にいたし宗義はそのまま差置き候様」であった。
寺院側も廃仏毀釈によって神道への改宗を強制された信者の復帰を教部省へ陳情したり、本山に嘆願して働きかけた。
明治8年（1875年）政府から「信教の自由保障の口達」があり、各宗派に伝達されたため、加茂郡久田見村の真宗大谷派の法誓寺の亀井徳令が説教所を中野方村に開設した。
その後、柘植小平治の他2名の志願により、かつて中野方村に存在した心観寺の末寺の霊仙寺の跡地に、
明治13年（1880年）3月13日、その寺号を復して、亀井徳令によって、久遠山 霊仙寺が開山された。
明治20年（1887年）ころより本堂建立のための工事を開始した。
明治22年（1889年）10月10日、本堂上棟式を執行した。
明治24年（1891年）5月15日、現本堂の建立にともない入仏供養会を厳修した。
大正12年（1923年）10月、宗祖親鸞聖人六百五十回御遠忌法要を厳修した。
昭和5年（1930年）8月25日、初代住職亀井徳令が還浄。

## 笠置山 心観寺
寛弘3年（1006年）3月、法皇となっていた花山天皇が、諸国巡幸の際に中野方村に立寄り、笠置山 心観寺に宿泊した伝わる。
元弘3年/正慶2年（1333年）、鎌倉幕府が滅亡する際に六波羅探題北方の北条仲時の一行が鎌倉へ落ち延びる際に、近江坂田郡の番場（米原市）で佐々木道誉に行く手を阻まれて蓮華寺で集団自決したが、その残党が中野方村に逃げ込んで心観寺に立て籠もり、当時中野方村にあった土岐氏の代官所を攻めた。
村民は土岐氏に味方したため北条仲時の残党は心観寺に火をかけたため焼失した。本尊の釈迦如来は難を免れたが、程なく住持が没したため絶寺となった。
そのことを憂いた妙心寺二世の授翁宗弼が心観寺の再建を志し、室町時代初期に薬師如来を本尊とする臨済宗妙心寺派の、中方山 心観寺として中興した。
建武2年（1335年）当時存在した心観寺の梵鐘に
とあったという。これは元弘年間に北条氏の残党によって心観寺を焼かれたが再興の際に鋳造したものであろう。
しかしその後も戦乱が続き、疫病・飢饉によって村民が減少し、檀家が少なくなってしまい廃寺となった。
心観寺由来によると、七堂伽藍の大きな寺で寺領は八丁四方あり、霊仙寺と観定寺の二つの末寺があったが、
長禄・文明年間（1457年 - 1487年）に絶えて、現在は字名が残っている。
江戸時代になると太平の世になったため、中野方村の人口は増加した。苗木藩は苗木遠山氏の菩提寺の雲林寺の末寺として領内に臨済宗妙心寺派の寺院の建立を推進した。
慶安元年（1648年）4月、京都妙心寺から、清叟元浄が派遣され、寺地を八幡（岐阜県恵那市）から山際（岐阜県恵那市）に移して再中興した。
山際には心観寺藪と呼ばれる竹藪があり、南の平坦地には、鐘楼跡と思われる石垣や宝篋印塔と無縫塔が残っており、東側に大門という地名が残っている。
万治2年（1659年）、寺の建物が腐朽したため、八幡の地に戻した。
延宝2年（1674年）、昆羅にある石塔ヶ根に供養塔を建てた。
延宝8年（1680年）6月21日に、清叟元浄は遷化した。心観寺の墓地にある清叟元浄の墓石は、宝永6年（1709年）に五世の祖了が建てたものである。
元禄7年（1694年）、三世の祖澤は、八幡から山際に寺を移した。
宝暦4年（1754年）、八世の智恭は、過去に霊仙寺があった地に寺を移して庫裡を建てた。
明治3年（1870年）、苗木藩の廃仏毀釈によって心観寺が取壊されて廃寺となった後は、智恭が建てた庫裡を、霊仙寺が庫裡として使用している。
心観寺開山以来の本尊は等身大の釈迦如来像であるが、廃仏毀釈の際に十二世の玄懿が、出身地の可児郡伊岐津志村に移して廃仏を免れ、その後、恵那郡姫栗村の長楽寺に移された。
本尊であった釈迦如来像は大正時代に旅回りの仏師に塗替えを行わせたために文化財としての価値を損ねたことが惜しまれる。
玄懿は還俗して藤井俊蔵となり、明治7年（1874年）に伊岐津志村に帰り小学校の教師となった。寺有の土地は売却されて代金は村に分配された。
俊嶽盟和尚の位牌と過去帳は長楽寺にあるが、その他の心観寺の歴代和尚の位牌と過去帳は靈仙寺にある。
その後、長野県諏訪郡の慈雲寺から俊岩という僧が中野方村へ来て民家を借り受けて臨済宗妙心寺派の信者に対応していたが、
大正7年（1918年）に没したため、臨済宗妙心寺派の信者は、長楽寺等に法要を依頼することとなった。
心観寺の庫裏は昭和60年代まで使用された。